# بن تاچر
بن تاچر (انگلیسی: Ben Thatcher؛ زادهٔ ۳۰ نوامبر ۱۹۷۵) یک بازیکن فوتبال است.